# Харрингтон, Дэн
Дэн Харрингтон (англ. Dan Harrington; род. 6 декабря 1945, Кембридж, Массачусетс, США) — профессиональный игрок в покер. Член Зала славы покера с 2010 года. Обладатель двух браслетов Мировой серии покера, включая победу в главном турнире серии в 1995 году. Победитель турнира Мирового тура покера. Один из пяти игроков, побеждавших на главных турнирах WSOP и WPT.
Помимо игры в покер, Харрингтон был победителем Кубка Мира по игре в нарды в 1981 году, а также шахматным мастером. Кроме того, он занимается недвижимостью.
В 1995 году стал победителем главного турнира WSOP, в финале обыграв Ховарда Голдфарба (9♦ 8♦ против A♥ 7♣). В 1987, 2003 и 2004 годах Харрингтон попадал за финальный стол турнира.
В том же 1995 году Харрингтон выиграл и второй свой браслет в турнире по безлимитному покеру с бай-ином $2,500.
В 2007 году одержал победу на турнире Мирового тура покера в Лос-Анджелесе.
Автор книг «Холдем по Харрингтону» в трех томах и «Кэш по Харрингтону» в двух томах.
Сумма турнирных призовых Харрингтона на 2010 год составила $6 600 000.